# Albrecht von Kortzfleisch

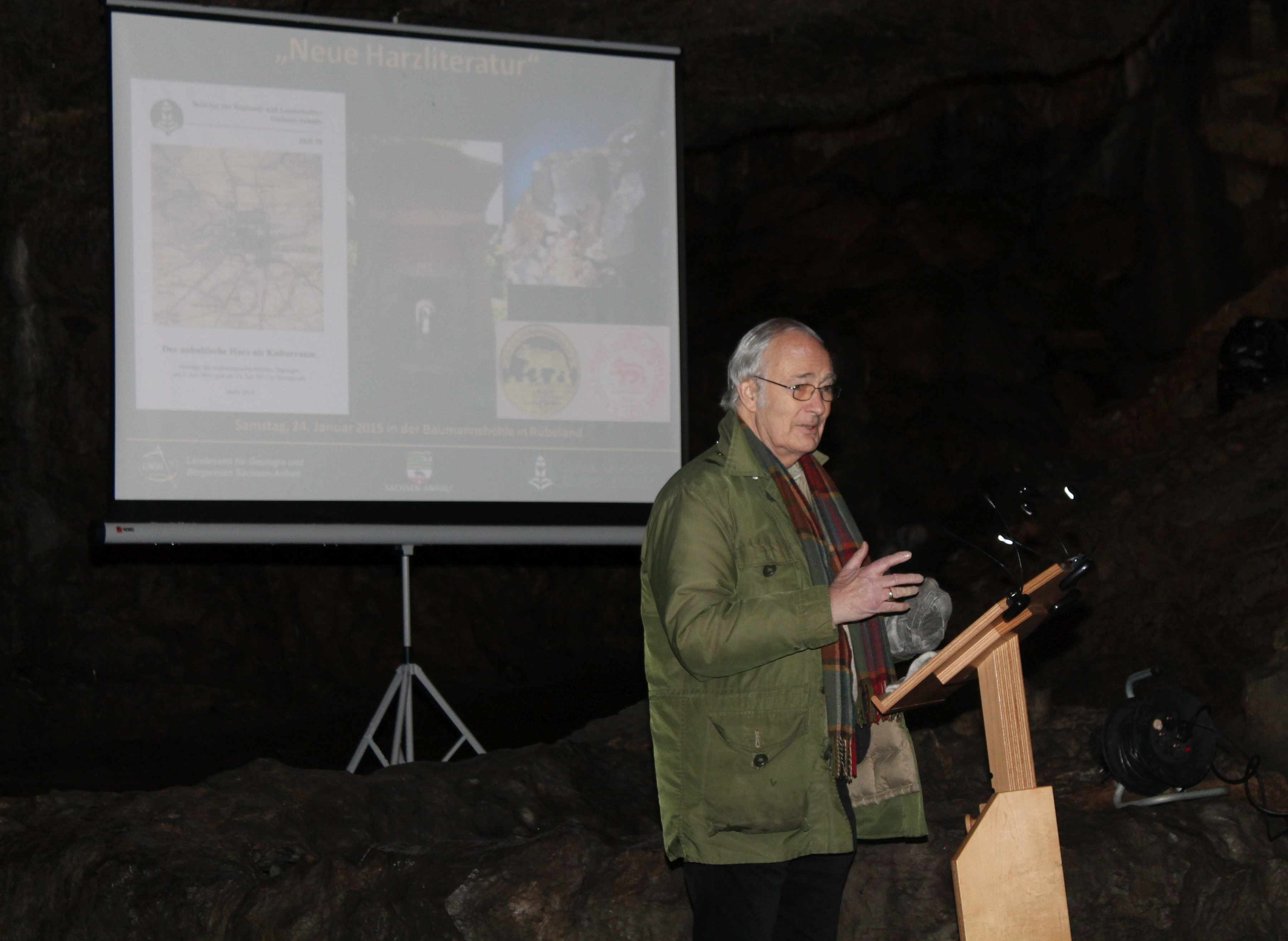
Albrecht von Kortzfleisch, 2015

Albrecht von Kortzfleisch (* 18. Juli 1935 in Deutsch-Eylau; † 22. Mai 2024 in Goslar) war ein deutscher Forstwissenschaftler. 

## Leben und Wirken
Er stammt aus dem westfälischen Adelsgeschlecht von Kortzfleisch. Von Kortzfleisch studierte Forstwissenschaften in Hann. Münden, Freiburg im Breisgau, München und Wien und schloss sein Studium 1965 mit der Promotion ab. Von 1968 bis 1997 leitete er das Forstamt Lautenthal. Ab 1970 engagierte er sich im Vorstand des Harzklubs, dessen Zweigverein Lautenthal er 1968 beigetreten ist und dessen Hauptvorsitzender er von 1983 bis 1995 war. Daneben amtierte er viele Jahre als Geschäftsführer der dem Harzklub assoziierten Hermann-Reddersen-Stiftung und der W. Pötzschner-Stiftung. Er gründete 1992 den Naturparkverein Harz in Sachsen-Anhalt und wurde Mitbegründer des Naturpark Harz/Sachsen-Anhalt. Daneben legte er mehrere Publikationen vor, darunter Köhlerei im Harz. Die Kunst der schwarzen Gesellen, die in zwei Auflagen erschien. Nach seiner Pensionierung lebte er in Goslar.

## Schriften (Auswahl)
- Die Kunst der schwarzen Gesellen - Köhlerei im Harz, Papierflieger Verlag GmbH, Clausthal-Zellerfeld, 2008, ISBN 978-3-89720-988-6
- (Mitautor): Harzinfarkt. Eine Streitschrift über den Zustand der Wälder im Nationalpark Harz. Papierflieger, Clausthal-Zellerfeld 2023. ISBN 978-3869489421
- Hölltaler Jagdgeschichten – Erinnerungen eines Harzer Forstmeisters, Papierflieger Verlag, Clausthal-Zellerfeld, 2015 ISBN 978-3-86948-467-9

## Ehrungen
- 2003: Bundesverdienstkreuz am Bande
- 2012: Silberner Steigerhammer